# دهستان میمنت
دهستان میمنت نام دهستانی در بخش گلستان شهرستان بهارستان، استان تهران است. براساس سرشماری مرکز آمار ایران در سال ۱۳۸۵، جمعیت آن ۷۱۰۷ نفر (۱۶۹۱ خانوار) بوده‌است.